# میک گوردون
میک گوردون (انگلیسی: Mick Gordon؛ زادهٔ ۷ ژوئیهٔ ۱۹۸۵) موسیقی‌دان اهل استرالیا است. وی از سال ۲۰۰۲ میلادی تاکنون مشغول فعالیت بوده است.